# 乌尔里希·基希霍夫
乌尔里希·基希霍夫（德語：Ulrich Kirchhoff，1967年8月9日—），德国和乌克兰男子马术运动员。他曾代表德国和乌克兰参加1996年和2016年夏季奥林匹克运动会马术比赛，获得二枚金牌。